# PDC Pro Tour 2016
Die PDC Pro Tour 2016 beinhaltete eine Serie von Dartturnieren der PDC, die größtenteils nicht im TV übertragen wurden. 2016 fanden für die Profis 20 Players Championships, sechs UK Open Qualifiers und zehn European Tour Events statt. Insgesamt wurden somit 36 Turniere gespielt. Diese Turniere wurden auch bei der Berechnung der PDC Pro Tour Order of Merit berücksichtigt.

## Preisgeld
Die Preisgelder der Players Championships und der UK Open Qualifiers wurde erhöht. Das Preisgeld der European Darts Tour blieb unverändert
Sie unterteilten sich wie folgt:
| Runde         | Players Championships | UK Open Qualifiers | European Darts Tour |
| ------------- | --------------------- | ------------------ | ------------------- |
| Sieg          | £ 10.000              | £ 10.000           | £ 25.000            |
| Finale        | £ 6.000               | £ 5.000            | £ 10.000            |
| Halbfinale    | £ 3.000               | £ 2.500            | £ 5.000             |
| Viertelfinale | £ 2.250               | £ 2.000            | £ 3.500             |
| Achtelfinale  | £ 1.500               | £ 1.500            | £ 2.000             |
| Letzte 32     | £ 1.000               | £ 750              | £ 1.500             |
| Letzte 64     | £ 500                 | £ 250              | £ 1.000 1           |
| Total         | £ 75.000              | £ 60.000           | £ 115.000           |

## PDC Tour Card
Um die Turniere der PDC Pro Tour spielen zu dürfen, muss man über eine PDC Tour Card verfügen. Diese ist zwei Jahre gültig.
Insgesamt werden 128 Tour Cards vergeben 1:
- (64) – 63 der Top 64 der PDC Order of Merit nach der PDC-Weltmeisterschaft 2016
- (34) – 27 Qualifikanten von der Q-School 2015
- (2) – Top 1 der PDC Youth Tour Order of Merit 2014 ( Josh Payne)
- (2) – Top 2 der PDC Challenge Tour Order of Merit 2014 ( Mark Frost und  Alan Tabern)
- (2) – Top 2 der PDC Development Tour Order of Merit 2015 ( Mike De Decker und  Berry van Peer)
- (2) – Top 2 der PDC Challenge Tour Order of Merit 2015  Jan Dekker und  Richie Corner)
- (1) – Top 1 der Scandinavian Order of Merit ( Kim Viljanen)
- (21) – 30 Qualifikanten von der Q-School 2016 (siehe unten)

### Q-School
Über die Q-School wurden die übriggebliebenen Tour Cards vergeben. Sie fand vom 13. bis 16. Januar 2016 in der Robin Park Arena in Wigan statt.
Folgende Spieler konnten sich eine Tour Card für zwei Jahre erspielen:
| Tag 1 – 13. Januar                                      | Tag 2 – 14. Januar                                       | Tag 3 – 15. Januar                                    | Tag 4 – 16. Januar                                      |
| UK Q-School                                             | UK Q-School                                              | UK Q-School                                           | UK Q-School                                             |
| ------------------------------------------------------- | -------------------------------------------------------- | ----------------------------------------------------- | ------------------------------------------------------- |
| John Bowles Simon Stevenson Andy Parsons Ricky Williams | Jonathan Worsley James Richardson Ted Evetts Ryan Meikle | Ray Campbell Jeffrey de Graaf Tony Newell Brian Woods | Ryan Palmer Ross Smith Yordi Meeuwisse Vincent Kamphuis |

Do übrig gebliebenen Tour Cards wurden über die Q-School Order of Merit an folgende Spieler vergeben:
Top 14 Q-School Order of Merit
1. Mark Walsh
2. John Michael
3. Dick van Dijk
4. Harry Robinson
5. Mark Barilli
6. Matt Clark
7. Terry Temple

1. Darron Brown
2. Dennis Smith
3. Mick McGowan
4. Simon Preston
5. Matthew Dennant
6. Robert Owen
7. Ron Meulenkamp

## Players Championships
| Nr. | Datum      | Austragungsort | Sieger             | Ergebnis | Finalist           |
| --- | ---------- | -------------- | ------------------ | -------- | ------------------ |
| 1   | 12.03.2016 | Barnsley       | Peter Wright       | 6 : 5    | Adrian Lewis       |
| 2   | 13.03.2016 | Barnsley       | Stephen Bunting    | 6 : 4    | Michael van Gerwen |
| 3   | 08.04.2016 | Barnsley       | Michael van Gerwen | 6 : 3    | Benito van de Pas  |
| 4   | 09.04.2016 | Barnsley       | Benito van de Pas  | 6 : 5    | Michael van Gerwen |
| 5   | 10.04.2016 | Barnsley       | Ian White          | 6 : 0    | Michael van Gerwen |
| 6   | 30.04.2016 | Barnsley       | Josh Payne         | 6 : 5    | James Wade         |
| 7   | 01.05.2016 | Barnsley       | Gerwyn Price       | 6 : 3    | Peter Wright       |
| 8   | 21.05.2016 | Coventry       | Gerwyn Price       | 6 : 1    | Jamie Caven        |
| 9   | 22.05.2016 | Coventry       | Benito van de Pas  | 6 : 0    | Joe Cullen         |
| 10  | 02.07.2016 | Barnsley       | Dave Chisnall      | 6 : 2    | Steve Beaton       |
| 11  | 03.07.2016 | Barnsley       | Ian White          | 6 : 3    | Joe Cullen         |
| 12  | 06.08.2016 | Barnsley       | Gary Anderson      | 6 : 5    | Terry Jenkins      |
| 13  | 07.08.2016 | Barnsley       | Ian White          | 6 : 4    | Benito van de Pas  |
| 14  | 20.09.2016 | Barnsley       | Michael van Gerwen | 6 : 0    | Mensur Suljović    |
| 15  | 21.09.2016 | Barnsley       | Michael van Gerwen | 6 : 3    | James Wilson       |
| 16  | 22.09.2016 | Barnsley       | Michael van Gerwen | 6 : 5    | Steve West         |
| 17  | 30.09.2016 | Dublin         | Michael van Gerwen | 6 : 1    | Christian Kist     |
| 18  | 01.10.2016 | Dublin         | Simon Whitlock     | 6 : 5    | Kim Huybrechts     |
| 19  | 21.10.2016 | Barnsley       | Simon Whitlock     | 6 : 4    | Chris Dobey        |
| 20  | 22.10.2016 | Barnsley       | Benito van de Pas  | 6 : 1    | Dave Chisnall      |

## European Tour Events
| Nr. | Datum             | Event                     | Austragungsort      | Sieger                    | Ergebnis | Finalist               |
| --- | ----------------- | ------------------------- | ------------------- | ------------------------- | -------- | ---------------------- |
| 1   | 12.–14. Februar   | Dutch Darts Masters       | Venray              | Michael van Gerwen 112,26 | 6 : 2    | Daryl Gurney 96,89     |
| 2   | 26.–28. März      | German Darts Masters      | München             | Michael van Gerwen 92,72  | 6 : 4    | Peter Wright 93,20     |
| 3   | 6.–8. Mai         | Gibraltar Darts Trophy    | Gibraltar           | Michael van Gerwen 103,89 | 6 : 2    | Dave Chisnall 103,19   |
| 4   | 13.–15. Mai       | European Darts Matchplay  | Hamburg             | James Wade 92,71          | 6 : 5    | Dave Chisnall 93,55    |
| 5   | 10.–12. Juni      | Austrian Darts Open       | Wien                | Phil Taylor 97,34         | 6 : 4    | Michael Smith 92,82    |
| 6   | 29.–31. Juli      | European Darts Open       | Düsseldorf          | Michael van Gerwen 104,06 | 6 : 5    | Peter Wright 100,44    |
| 7   | 2.–4. September   | International Darts Open  | Riesa               | Mensur Suljović 95,15     | 6 : 5    | Kim Huybrechts 93,89   |
| 8   | 9.–11. September  | European Darts Trophy     | Mülheim an der Ruhr | Michael van Gerwen 106,77 | 6 : 5    | Mensur Suljović 101,26 |
| 9   | 16.–18. September | European Darts Grand Prix | Sindelfingen        | Michael van Gerwen 105,38 | 6 : 2    | Peter Wright 102,36    |
| 10  | 14.–16. Oktober   | German Darts Championship | Hildesheim          | Alan Norris 97,48         | 6 : 5    | Jelle Klaasen 89,19    |

## UK Open Qualifiers
| Nr. | Datum      | Austragungsort | Sieger             | Ergebnis | Finalist           |
| --- | ---------- | -------------- | ------------------ | -------- | ------------------ |
| 1   | 05.02.2016 | Wigan          | Adrian Lewis       | 6 : 2    | Phil Taylor        |
| 2   | 06.02.2016 | Wigan          | Michael van Gerwen | 6 : 4    | Alan Norris        |
| 3   | 07.02.2016 | Wigan          | Phil Taylor        | 6 : 2    | Michael van Gerwen |
| 4   | 19.02.2016 | Wigan          | Gary Anderson      | 6 : 1    | James Wade         |
| 5   | 20.02.2016 | Wigan          | Michael van Gerwen | 6 : 2    | Gerwyn Price       |
| 6   | 21.02.2016 | Wigan          | Michael van Gerwen | 6 : 2    | Steve Beaton       |

## Secondary Tour Events

### PDC Challenge Tour
| Nr. | Datum      | Austragungsort | Sieger          | Ergebnis | Finalist        |
| --- | ---------- | -------------- | --------------- | -------- | --------------- |
| 1   | 19.03.2016 | Wigan          | Chris Quantock  | 5 : 3    | Rob Cross       |
| 2   | 19.03.2016 | Wigan          | Barry Lynn      | 5 : 4    | Rob Modra       |
| 3   | 20.03.2016 | Wigan          | Ritchie Edhouse | 5 : 0    | Mark Dudbridge  |
| 4   | 20.03.2016 | Wigan          | Bryan de Hoog   | 5 : 4    | Peter Hudson    |
| 5   | 28.05.2016 | Wigan          | Nick Fulwell    | 5 : 1    | Rob Cross       |
| 6   | 28.05.2016 | Wigan          | Adam Hunt       | 5 : 3    | Jamie Bain      |
| 7   | 29.05.2016 | Wigan          | Ryan Searle     | 5 : 2    | Mark Dudbridge  |
| 8   | 29.05.2016 | Wigan          | Scott Taylor    | 5 : 4    | Barry Lynn      |
| 9   | 25.06.2016 | Milton Keynes  | Matt Padgett    | 5 : 4    | Lee Evans       |
| 10  | 25.06.2016 | Milton Keynes  | Rob Cross       | 5 : 2    | Mark Dudbridge  |
| 11  | 26.06.2016 | Milton Keynes  | Richie Burnett  | 5 : 2    | Ryan Searle     |
| 12  | 26.06.2016 | Milton Keynes  | Kelvin Hart     | 5 : 3    | René Eidams     |
| 13  | 10.09.2016 | Wigan          | Rob Cross       | 5 : 1    | Michael Barnard |
| 14  | 10.09.2016 | Wigan          | Richie Burnett  | 5 : 1    | Arron Monk      |
| 15  | 11.09.2016 | Wigan          | Rob Cross       | 5 : 0    | Martyn Turner   |
| 16  | 11.09.2016 | Wigan          | Ryan Searle     | 5 : 1    | Barrie Bates    |

### PDC Development Tour
| Nr. | Datum      | Austragungsort      | Sieger                | Ergebnis | Finalist             |
| --- | ---------- | ------------------- | --------------------- | -------- | -------------------- |
| 1   | 26.03.2016 | Wigan               | Callum Loose          | 4 : 0    | Rowby-John Rodriguez |
| 2   | 26.03.2016 | Wigan               | Steve Lennon          | 4 : 2    | Kurt Parry           |
| 3   | 27.03.2016 | Wigan               | Josh Payne            | 4 : 1    | Rowby-John Rodriguez |
| 4   | 27.03.2016 | Wigan               | Adam Hunt             | 4 : 2    | Dean Reynolds        |
| 5   | 23.04.2016 | Mülheim an der Ruhr | Max Hopp              | 4 : 2    | Steve Lennon         |
| 6   | 23.04.2016 | Mülheim an der Ruhr | Ross Twell            | 4 : 2    | Adam Hunt            |
| 7   | 24.04.2016 | Mülheim an der Ruhr | Kenny Neyens          | 4 : 1    | Callum Loose         |
| 8   | 24.04.2016 | Mülheim an der Ruhr | Dean Reynolds         | 4 : 3    | Rowby-John Rodriguez |
| 9   | 14.05.2016 | Wigan               | Dean Reynolds         | 4 : 3    | Bradley Kirk         |
| 10  | 14.05.2016 | Wigan               | Ross Twell            | 4 : 2    | Jimmy Hendriks       |
| 11  | 15.05.2016 | Wigan               | Aden Kirk             | 4 : 3    | Keegan Brown         |
| 12  | 15.05.2016 | Wigan               | Ross Twell            | 4 : 3    | Luke Humphries       |
| 13  | 03.09.2016 | Wigan               | Dean Reynolds         | 4 : 2    | Aaron Dyer           |
| 14  | 03.09.2016 | Wigan               | Dimitri Van den Bergh | 4 : 2    | Steve Lennon         |
| 15  | 04.09.2016 | Wigan               | Dean Reynolds         | 4 : 3    | John de Kruijf       |
| 16  | 04.09.2016 | Wigan               | Dean Reynolds         | 4 : 1    | Aden Kirk            |
| 17  | 15.10.2016 | Wigan               | Dean Reynolds         | 4 : 3    | Justin van Tergouw   |
| 18  | 15.10.2016 | Wigan               | Corey Cadby           | 4 : 2    | Jeffrey de Zwaan     |
| 19  | 16.10.2016 | Wigan               | Mike De Decker        | 4 : 3    | Berry van Peer       |

## Non-UK Affiliate Tours

### Scandinavian Darts Corporation Pro Tour
Die ersten beiden der Rangliste dieser Tour waren für die Vorrunde der Weltmeisterschaft 2017 qualifiziert. Dies waren Kim Viljanen und Magnus Caris.
| Spiel | Datum      | Austragungsort | Sieger          | Ergebnis | Finalist       |
| ----- | ---------- | -------------- | --------------- | -------- | -------------- |
| 1     | 30.01.2016 | Tuusula        | Per Laursen     | 6 : 4    | Dennis Nilsson |
| 2     | 31.01.2016 | Tuusula        | Kim Viljanen    | 6 : 3    | Magnus Caris   |
| 3     | 19.03.2016 | Kopenhagen     | Daniel Larsson  | 6 : 5    | Magnus Caris   |
| 4     | 20.03.2016 | Kopenhagen     | Kim Viljanen    | 6 : 1    | Daniel Jensen  |
| 5     | 27.08.2016 | Göteborg       | Madars Razma    | 6 : 0    | Aaron Knox     |
| 6     | 28.08.2016 | Göteborg       | Kim Viljanen    | 6 : 2    | Daniel Larsson |
| 7     | 08.10.2016 | Göteborg       | Roland Lenngren | 6 : 4    | Per Laursen    |
| 8     | 09.10.2016 | Göteborg       | Magnus Caris    | 6 : 4    | Cor Dekker     |

### EuroAsian Darts Corporation (EADC) Pro Tour
| Nr. | Datum      | Austragungsort | Sieger        | Ergebnis | Finalist             |
| --- | ---------- | -------------- | ------------- | -------- | -------------------- |
| 1   | 27.02.2016 | Moskau         | Boris Kolzow  | 6 : 4    | Alexei Kadotschnikow |
| 2   | 28.02.2016 | Moskau         | Roman Obuchow | 6 : 3    | Boris Kolzow         |
| 3   | 26.03.2016 | Moskau         | Anton Kolesow | 6 : 5    | Roman Obuchow        |
| 4   | 27.03.2016 | Moskau         | Boris Kolzow  | 6 : 1    | Nikolai Michalin     |
| 5   | 23.04.2016 | Moskau         | Boris Kolzow  | 6 : 3    | Roman Obuchow        |
| 6   | 23.04.2016 | Moskau         | Boris Kolzow  | 6 : 5    | Roman Obuchow        |

### Dartplayers Australia (DPA) Pro Tour
| Nr. | Datum      | Sieger         | Ergebnis | Finalist        |
| --- | ---------- | -------------- | -------- | --------------- |
| 1   | 05.02.2016 | Corey Cadby    | 6 : 5    | John Weber      |
| 2   | 06.02.2016 | David Platt    | 6 : 2    | Harley Kemp     |
| 3   | 07.02.2016 | Gordon Mathers | 6 : 2    | Corey Cadby     |
| 4   | 04.03.2016 | Corey Cadby    | 6 : 2    | David Platt     |
| 5   | 05.03.2016 | Corey Cadby    | 6 : 5    | Tyson Hoeful    |
| 6   | 06.03.2016 | Corey Cadby    | 6 : 2    | Laurence Ryder  |
| 7   | 19.03.2016 | David Platt    | 6 : 3    | Koha Kokiri     |
| 8   | 20.03.2016 | David Platt    | 6 : 4    | Corey Cadby     |
| 9   | 02.04.2016 | Dave Marland   | 6 : 5    | David Platt     |
| 10  | 03.04.2016 | Corey Cadby    | 6 : 5    | Harley Kemp     |
| 11  | 30.04.2016 | David Platt    | 6 : 4    | Tic Bridge      |
| 12  | 01.05.2016 | David Platt    | 6 : 1    | Tyson Hoeful    |
| 13  | 24.06.2016 | David Platt    | 6 : 2    | John Mathewson  |
| 14  | 25.06.2016 | Corey Cadby    | 6 : 3    | Lucas Cameron   |
| 15  | 26.06.2016 | Corey Cadby    | 6 : 0    | Steve MacArthur |
| 16  | 30.07.2016 | Rhys Mathewson | 6 : 5    | Jeremy Fagg     |
| 17  | 31.07.2016 | Cody Harris    | 6 : 5    | Warren Parry    |
| 18  | 01.08.2016 | David Platt    | 6 : 4    | Harley Kemp     |
| 19  | 04.11.2016 | Rob Szabo      | 6 : 0    | Damon Heta      |
| 20  | 05.11.2016 | Cody Harris    | 6 : 5    | Rhys Mathewson  |

### Chinese Tour
| Nr. | Datum      | Austragungsort | Sieger        | Ergebnis     | Finalist      |
| --- | ---------- | -------------- | ------------- | ------------ | ------------- |
| 1   | 02.04.2016 | Qingdao        | Dawei Zhang   | 2 : 1 (sets) | Weihong Li    |
| 2   | 09.04.2016 | Guangzhou      | Bin Ouyang    | 2 : 1 (sets) | Hu Ling       |
| 3   | 23.04.2016 | Ningbo         | Wen Lihao     | 2 : 1 (sets) | Jianhua Shen  |
| 4   | 14.05.2016 | Jinan          | Yanlai Shi    | 2 : 0 (sets) | Weihong Li    |
| 5   | 28.05.2016 | Hangzhou       | Guanshou Ruan | 2 : 0 (sets) | Yuyi Shao     |
| 6   | 09.06.2016 | Chongqing      | Chenhao Li    | 2 : 0 (sets) | Xuejie Huang  |
| 7   | 24.06.2016 | Shanghai       | Qiang Wei     | 2 : 1 (sets) | Fen Fiu       |
| 8   | ??.07.2016 | Qingdao        | Zong Xiaochen | 6 : 4        | Luming Zhao   |
| 9   | 27.08.2016 | Shenyang       | Liu Chengan   | 2 : 1 (sets) | Liu Yuanjun   |
| 10  | ??.09.2016 | Changsha       | Wen Lihao     | 2 : 0 (sets) | Wenge Xie     |
| 11  | ??.09.2016 | Yinchuan       | Qiang Wei     | 2 : 1 (sets) | Zong Xiaochen |
| 12  | 29.10.2016 | Suzhou         | Zong Xiaochen | 2 : 0 (sets) | Liu Yuanjun   |

### PDPA World Championship Qualifier
Das Event ist ein Turnier für die direkte Qualifikation zur PDC-Weltmeisterschaft 2017. Der Sieger startet in der 1. Runde. Der Finalist und die beiden Halbfinalisten erhalten einen Platz in der Vorrunde. Teilnehmen dürfen alle Spieler, die Associate Member sind, also Mitglieder der PDPA sind.
| Spiel | Datum                | Austragungsort | Sieger     | Ergebnis | Finalist   | Dritter Platz   | Vierter Platz |
| ----- | -------------------- | -------------- | ---------- | -------- | ---------- | --------------- | ------------- |
| 1     | Montag, 27. November | Wigan          | Mark Frost | 5 : 2    | Kevin Simm | Simon Stevenson | John Bowles   |

### World Championship International Qualifier
Rund um die Welt fanden 13 Turniere statt, in denen man sich als Sieger einen Startplatz in der Vorrunde für die PDC-Weltmeisterschaft 2017 erspielen konnte.
| Datum      | Event                           | Sieger            | Ergebnis | Finalist           |
| ---------- | ------------------------------- | ----------------- | -------- | ------------------ |
| 10.07.2016 | DPNZ Qualifier                  | Warren Parry      | 7 : 3    | Rob Szabo          |
| 21.10.2016 | North American Qualifier        | Ross Snook        | 3 : 0    | Darin Young        |
| 08.10.2016 | Tom Kirby Memorial Irish Trophy | Mick McGowan      | 6 : 5    | Radek Szagański    |
| 23.10.2016 | EADC Qualifier                  | Boris Kolzow      | 3 : 1    | Odchüü Chundaganai |
| 23.10.2016 | Phillipine Qualifier            | Gilbert Ulang     | 4 : 1    | Prussian Dela Crus |
| 23.10.2016 | Southern Europe Qualifier       | John Michael      | 6 : 0    | Javier Toquero     |
| 30.10.2016 | Greater China Qualifier         | Sun Qiang         | 3 : 2    | Liu Yuanjun        |
| 06.11.2016 | Oceanic Masters                 | David Platt       | 6 : 0    | Cody Harris        |
| 06.11.2016 | PDJ Japanese Qualifier          | Masumi Chino      | 6 : 4    | Yuya Akutsu        |
| 12.11.2016 | Eastern Europe Qualifier        | Zoran Lerchbacher | 10 : 1   | Dietmar Burger     |
| 19.11.2016 | Super League Darts              | Dragutin Horvat   | 10 : 6   | Stefan Stoyke      |
| 20.11.2016 | South Asia Qualifier            | Tengku Shah       | 3 : 2    | Mark Jumin         |
| 20.11.2016 | Central Europe Qualifier        | Jerry Hendriks    | 6 : 4    | Jan Dekker         |